# Episodi di Dalziel and Pascoe (quarta stagione)
Lista degli episodi della quarta stagione della serie televisiva Dalziel and Pascoe.
| N° | Titolo originale      | Titolo italiano | Prima TV UK    | Prima TV Italia |
| -- | --------------------- | --------------- | -------------- | --------------- |
| 1  | On Beulah Height      |                 | 12 giugno 1999 |                 |
| 2  | Recalled to Life      |                 | 19 giugno 1999 |                 |
| 3  | Time to Go            |                 | 26 giugno 1999 |                 |
| 4  | The British Grenadier |                 | 3 luglio 1999  |                 |